# Sportsbar

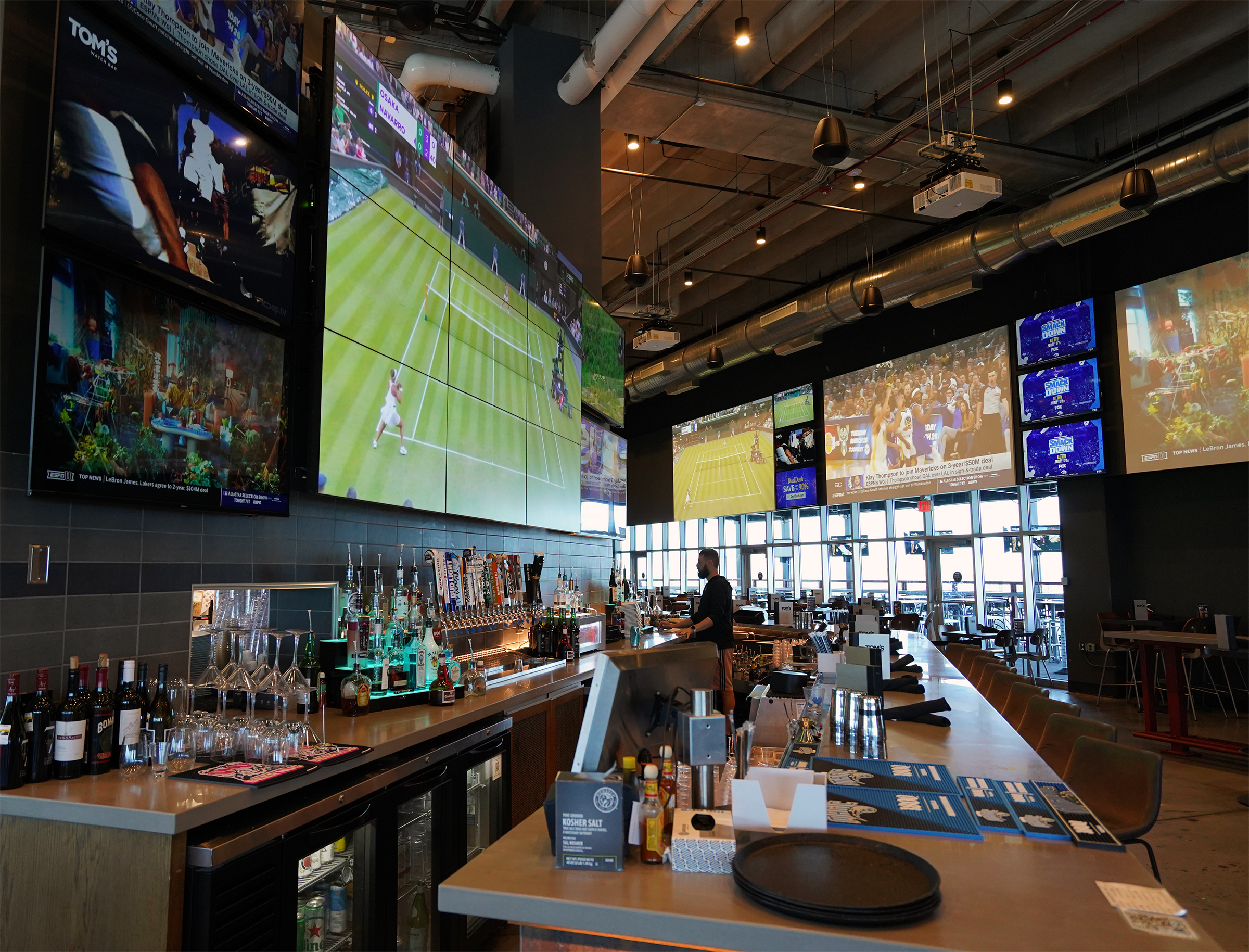
Tom's Watch Bar in Orlando, Florida

Eine Sportsbar ist eine Bar oder ein Restaurant, das speziell darauf ausgerichtet ist, Sportereignisse live zu übertragen. Diese Einrichtungen bieten oft eine Vielzahl von Fernsehern, die Sportveranstaltungen verschiedener Sportarten und Ligen zeigen. Sportsbars sind ein beliebter Treffpunkt für Sportfans, die die Spiele in einer geselligen Atmosphäre verfolgen möchten.

## Merkmale
Fernseher: Sportsbars sind mit mehreren großen Fernsehern ausgestattet, die an strategischen Punkten in der Bar platziert sind, damit die Gäste die Übertragungen von überall aus sehen können.
Sportpakete: Viele Sportsbars bieten spezielle Sportpakete an, die es ihnen ermöglichen, eine Vielzahl von Spielen und Sportereignissen zu übertragen, einschließlich Pay-per-View-Veranstaltungen.
Spezialitäten: Neben Getränken bieten Sportsbars oft eine umfangreiche Speisekarte mit typischen Bar-Speisen wie Burgern, Pommes, Chicken Wings und Nachos.
Themen-Dekoration: Viele Sportsbars sind mit Sportmemorabilien dekoriert, wie Trikots, Bälle und Poster von berühmten Athleten und Mannschaften.

## Geschichte
In den frühen 1900er Jahren dienten in den USA Kneipen und Pubs in der Nachbarschaft als informelle Treffpunkte, an denen sich die Einheimischen versammelten, um Radioübertragungen von Baseballspielen zu hören und über ihre Lieblingsteams zu diskutieren. Diese Einrichtungen legten den Grundstein für das gemeinschaftliche Sporterlebnis in der Gastronomie.
Die späten 1970er Jahre markierten mit der Eröffnung des Legends in Long Beach, Kalifornien, im Jahr 1979 einen Schlüsselmoment. Das von dem ehemaligen Offensivspieler der Los Angeles Rams, 'Dennis Harrah, und dem Geschäftsmann John Morris gegründete Legends war eines der ersten Lokale, das Satellitentechnologie für die Live-Übertragung von Sportereignissen aus der ganzen Welt einsetzte und damit einen neuen Standard für Sportbars setzte.
Die Idee der Sportsbar etablierte sich in den 1980er Jahren, als Sportübertragungen im Fernsehen immer beliebter wurden. Ursprünglich waren Sportsbars in den USA vorherrschend, verbreiteten sich aber schnell in andere Länder, da die Nachfrage nach Live-Sportübertragungen wuchs.

## Beliebte Sportsbars

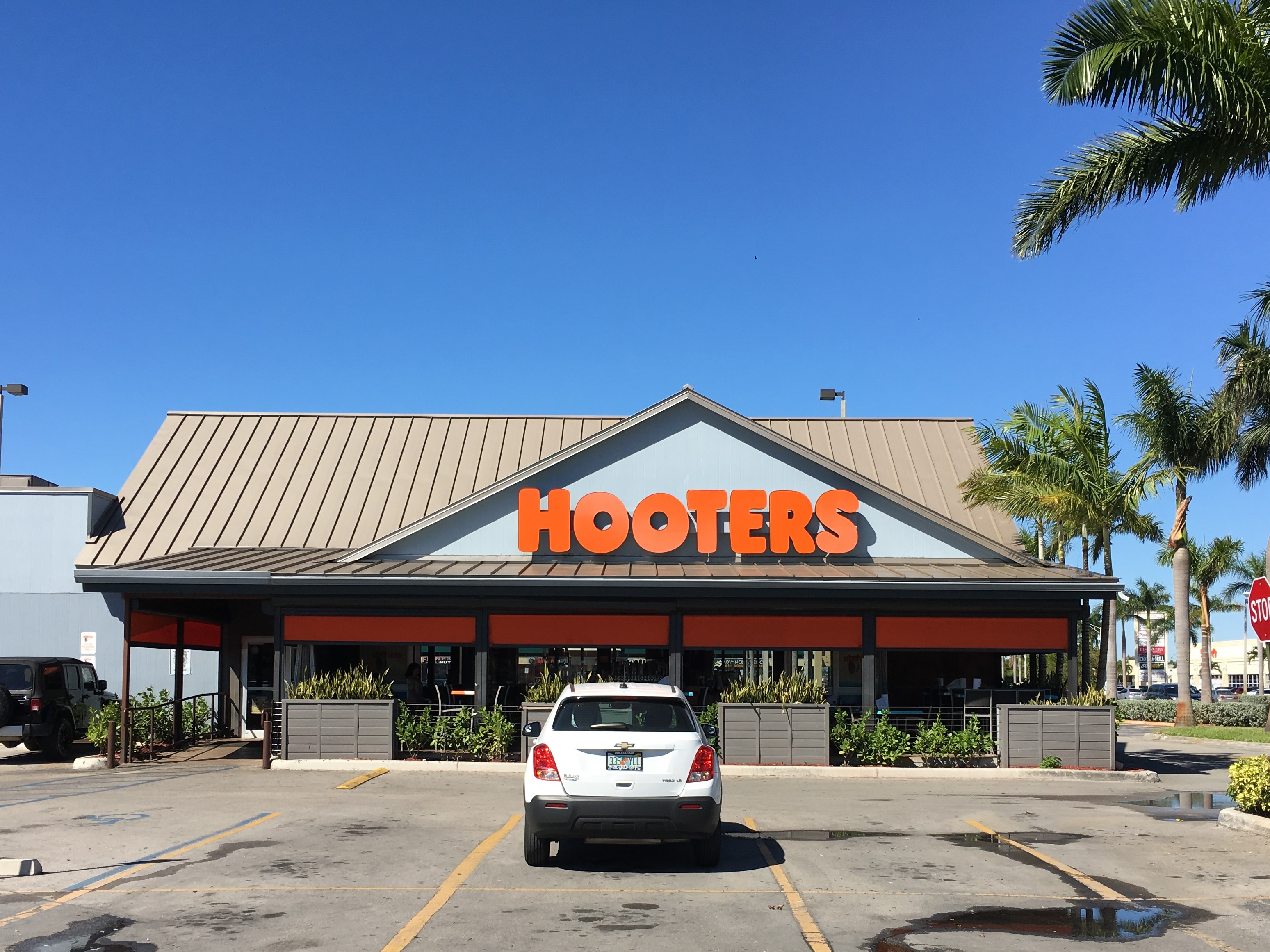
Hooters Hialeah, Florida

- Hooters
- Buffalo Wild Wings
- Walk-On's Bistreaux & Bar

## Bedeutung für die Gemeinschaft
Sportsbars sind oft ein zentraler Treffpunkt für Sportfans in der Gemeinschaft. Sie bieten eine soziale Umgebung, in der Menschen zusammenkommen können, um ihre Lieblingsteams zu unterstützen und das Gemeinschaftsgefühl zu stärken.